# (385) Ilmatar
(385) Ilmatar es un asteroide perteneciente al cinturón de asteroides descubierto el 1 de marzo de 1894 por Maximilian Franz Wolf desde el observatorio de Heidelberg-Königstuhl, Alemania.
Está nombrado por Ilmatar, una diosa de la mitología finesa.